# Christoph Lindert
Christoph Lindert (* 10. Juli 1938 in Dortmund; † 28. August 2005 in München) war ein deutscher Schauspieler, Hörbuchsprecher und Synchronsprecher.

## Leben
Lindert besuchte nach dem Abitur von 1960 bis 1962 die Otto-Falckenberg-Schule in München. Er debütierte als Kadett in Maxim Gorkis Wassa Schelesnowa an den Münchner Kammerspielen. Weitere Engagements führten ihn an das Torturmtheater Sommerhausen, das Ateliertheater in Bern, das Theater am Dom in Köln und an das Burgtheater in Wien. Ferner machte er zahlreiche Tourneen.
Seit Mitte der 1970er Jahre war Lindert regelmäßig als Darsteller in bekannten Fernsehserien zu sehen, darunter Tatort, Der Alte, Ein Fall für zwei, SOKO 5113, Wolffs Revier und Alarm für Cobra 11. 1979 wirkte er in dem preisgekrönten Spielfilm Fleisch von Rainer Erler mit.
In Hörbuchproduktionen sprach Christoph Lindert die Commissario Brunetti-Reihe der Autorin Donna Leon sowie Werke von Friedrich Ani, Edgar Allan Poe, Alexandre Dumas, Jonathan Swift, Mark Twain und Anna Seghers.
Als Synchronsprecher lieh er unter anderem Giuliano Gemma (in Tenebrae) und Malcolm McDowell (in Flucht in die Zukunft) seine Stimme.
Christoph Lindert war 33 Jahre mit der Schauspielerin Ute Mora bis zu deren Tod im September 2003 verheiratet. Er wurde am 28. August 2005 tot in seiner Wohnung aufgefunden. Die Todesursache ist laut Polizeisprecher Dieter Gröbner Suizid, was aus zwei Abschiedsbriefen des Verstorbenen hervorgeht.

## Filmografie (Auswahl)
- 1975: Tatort: Schöne Belinda
- 1976: Tatort: Fortuna III
- 1979: Fleisch
- 1979: Der Willi-Busch-Report
- 1980: Die Opodeldoks (Erzähler)
- 1983: Am Ufer der Dämmerung
- 1983/1984: Die Frau ohne Körper und der Projektionist
- 1983/1984: Der Schlaf der Vernunft
- 1983/1984: Matt in 13 Zügen
- 1984/1985: Joey
- 1985: Die Krimistunde (Fernsehserie, Folge 18, Episode: „Der Mann in der Nachbarzelle“)
- 1989: Lindenstraße (Rolle des Herrn Harnisch)
- 1989: Tatort: Der Pott
- 1992, 1998: Wolffs Revier (zwei Folgen)
- 1993: Justiz
- 1991/1996: Forsthaus Falkenau (Folgen: Manöver & Das schönste Dorf)
- 1997: Tatort: Brüder
- 1998, 2001: Die Wache (zwei Folgen)
- 2002: Alarm für Cobra 11 – Die Autobahnpolizei (Folge: Bis zum bitteren Ende)
- 2005: FotoSynthese (Kurzfilm)